# Mucoromyceta
Sous-règne
Les Mucoromyceta sont un sous-règne de champignons décrit en 2018.

## Divisions
D'après les auteurs du taxon, les Mucoromyceta rassemblent quatre divisions :
- Mucoromycota
- Mortierellomycota
- Calcarisporiellomycota
- Glomeromycota